# Unie středu
Unie středu (italsky Unione di Centro, UdC), celým názvem Unie křesťanských a středových demokratů (Unione dei Democratici Cristiani e Democratici di Centro, UDC), je italská křesťanskodemokratická politická strana. Významnějších volebních výsledků dosahovala zejména v první dekádě současného století, nyní má jednoho zástupce v obou komorách parlamentu a jisté zastoupení v regionálních parlamentech.

## Historie
Strana vznikla roku 2002 spojením tří křesťanskodemokratických stran: Křesťanskodemokratického středu, Unie křesťanských demokratů a Evropské demokracie. Přes tyto formace má Unie středu vazby na původní Křesťanskou demokracii, která dominovala italské politice ve druhé polovině dvacátého století, ale rozdělila se v roce 1994.
Čelnou postavou strany byl již od počátku Pier Ferdinando Casini, předseda Poslanecké sněmovny ve volebním období 2001–2006. V parlamentních volbách 2006 Unie středu dosáhla uspokojivého výsledku bezmála sedmi procent hlasů; celý středopravicový blok, jehož byla strana součástí, ale putoval do opozice.
Od voleb v roce 2006 strana zažila řadu rozkolů, ač méně významných; většinou se jednalo o otázku vztahu k lídrovi pravice Silviu Berlusconim. Volby 2008 pro UDC znamenaly uhájení pozic v Poslanecké sněmovně, naopak v Senátu přes relativně vysoký podíl hlasů strana ztratila většinu mandátů.
Volby skončily vítězstvím Berlusconiho; Unie středu nicméně odmítla účast v jeho nové vládě. Na začátku roku se sjednotila Berlusoniho Forza Italia s několika menšími středopravicovými stranami v nové uskupení Lid svobody (PdL); Unie středu se pod Casiniho vedením odmítla do tohoto bloku začlenit. Postupně se navíc stávala stále více kritickou vůči Berlusconimu.
Po roce 2008 se strana začala vymezovat jak vůči Lidu svobody, tak vůči hlavní opoziční středolevé Demokratické straně. Casini stranu prezentoval jako alternativu pro centristy, reformisty, křesťanské demokraty i liberály. Základ Unie středu měl přesto být ryze křesťanskodemokratický. Strana kritizovala Berlusconiho za „anarchii v hodnotách“, všelidový charakter PdL nebo přílišnou otevřenost v otázkách potratů a dalších křesťanských témat.
Ve volbách do Evropského parlamentu v roce 2009 UDC získala 6,5 procenta hlasů a obhájila svých pět mandátů. Pro parlamentní volby 2013 se strana účastnila koalice S Montim pro Itálii, zahrnující strany podporující úřednickou vládu Maria Montiho. Toto hlasování ale pro Unii středu znamenalo velkou porážku, když získala pouze necelá dvě procenta hlasů a 8 poslanců. V Senátu UDC jednoho senátora ztratila.
Po volbách se strana účastnila středolevé vlády Enrica Letty s křeslem ministra veřejné správy a následně vlády Mattea Renziho, kde získala post ministra životního prostředí. Volby do Evropského parlamentu roku 2014 pro Unii středu znamenaly další porážku, když uhájila jen jeden mandát.
V ústavním referendu v roce 2016 se strana rozhodla podpořit „ne“, přestože se vládní koalice, jejíž byla UDC součástí, stavěla za „ano“. Referendum skončilo velkou porážkou pro „ano“, Unie středu nicméně v návaznosti na své angažmá v referendu ztratila zastoupení ve vládě.
Pro parlamentní volby 2018 strana utvořila alianci se středopravým uskupením My s Itálií (NcI) a navrátila se do středopravicového bloku, jehož tehdy nejsilnější stranou byla Berlusconiho obnovená Forza Italia. NcI ale ve volbách získala pouze 1,3 procenta hlasů, což pro UDC znamenalo ztrátu zastoupení v Poslanecké sněmovně. V Senátu si nicméně polepšila na tři senátory. Krátce po volbách senátoři UDC opustili NcI a utvořili společnou skupinu se stranou Forza Italia.
Pro parlamentní volby 2022 se Unie středu zúčastní kandidátky My umírnění, která ji spojí se stranami My s Itálií, Itálie ve středu a Coraggio Italia.

## Ideologie
Strana se profiluje výrazně křesťanskodemokraticky v otázkách jako jsou potraty, eutanazie, práva LGBT nebo legalizace marihuany. Přesto se UDC prezentuje hlavně středově.
Týdeník The Economist stranu nicméně označil za pravicovou a někdy až reakcionářskou. List také upozorňuje na fakt, že má UDC hlavní baštu na jihu Itálie, zejména na Sicílii, kde panuje velká závislost na státním sektoru.
V průběhu let Unie středu stála mezi oběma hlavními politickými bloky, kdy se pod vedením Piera Ferdinanda Casiniho víceméně neúspěšně snažila vytvořit třetí sílu italské politiky. Casini se také usiloval o větší otevření strany i pro liberálnější názory. Po jeho odchodu v roce 2016 se ale UDC vrátila k původním katolickým kořenům.

## Angažmá v koalicích
- Středopravicová koalice (2002–2008)
- bez zařazení (2008–2012)
- S Montim pro Itálii (2012–2013)
- Středolevicová koalice (2013–2016)
- bez zařazení (2016–2017)
- Středopravicová koalice (2017–současnost)

## Volební výsledky

### Poslanecká sněmovna
| Volby | Hlasy         | Hlasy         | Mandáty | Mandáty | Pozice | Postavení |
| Volby | Abs.          | %             | Abs.    | ±       | Pozice | Postavení |
| ----- | ------------- | ------------- | ------- | ------- | ------ | --------- |
| 2006  | 2 580 190     | 6.8           | 39/630  | ▼1      | ▲4.    | Opozice   |
| 2008  | 2 050 309     | 5.6           | 36/630  | ▼3      | ▬4.    | Podpora   |
| 2013  | 608 199       | 1.8           | 8/630   | ▼28     | ▼9.    | Vláda     |
| 2018  | Koalice s NcI | Koalice s NcI | 0/630   | ▼8      | ▲8.    | Podpora   |
| 2022  | Součást NM    | Součást NM    | 1/400   | ▲1      | ▲      | Podpora   |

### Senát
| Volby | Hlasy         | Hlasy         | Mandáty | Mandáty | Pozice |
| Volby | Abs.          | %             | Abs.    | ±       | Pozice |
| ----- | ------------- | ------------- | ------- | ------- | ------ |
| 2006  | 2 309 442     | 6.8           | 21/315  | ▼8      | ▼6.    |
| 2008  | 1 898 842     | 5.7           | 3/315   | ▼18     | ▲4.    |
| 2013  | Součást MpI   | Součást MpI   | 2/315   | ▼1      | ▼8.    |
| 2018  | Koalice s NcI | Koalice s NcI | 3/315   | ▲1      | ▲7.    |
| 2022  | Součást NM    | Součást NM    | 1/200   | ▼       | ▼      |

### Evropský parlament
| Volby | Hlasy      | Hlasy      | Mandáty | Mandáty | Pozice |
| Volby | Abs.       | %          | Abs.    | ±       | Pozice |
| ----- | ---------- | ---------- | ------- | ------- | ------ |
| 2004  | 1 914 726  | 5.9        | 5/72    | ▲1      | ▲5.    |
| 2009  | 1 995 021  | 6.5        | 5/72    | ▬0      | ▬5.    |
| 2014  | 1 202 350  | 4.4        | 1/73    | ▼4      | ▬5.    |
| 2019  | V rámci FI | V rámci FI | 0/76    | ▼1      | ▼      |

### Regionální parlamenty
| Region                | Rok  | Hlasy      | %          | Mandáty | ±  |
| --------------------- | ---- | ---------- | ---------- | ------- | -- |
| Údolí Aosty           | 2020 |            |            | 0/35    | –  |
| Piedmont              | 2019 | 22 179     | 1.2        | 0/50    | –  |
| Lombardie             | 2023 |            |            | 0/80    | –  |
| Jižní Tyrolsko        | 2018 |            |            | 0/35    | –  |
| Trentino              | 2018 | 5 306      | 2.1        | 0/35    | –  |
| Veneto                | 2020 | V rámci FI | V rámci FI | 0/51    | ▬0 |
| Friuli-Venezia Giulia | 2023 |            |            | 0/49    | –  |
| Emilia-Romagna        | 2020 |            |            | 0/50    | –  |
| Ligurie               | 2020 | 4 086      | 0.7        | 0/31    | –  |
| Toskánsko             | 2020 | V koalici  | V koalici  | 0/41    | –  |
| Marche                | 2020 | 14 067     | 2.3        | 1/31    | ▬0 |
| Umbrie                | 2019 |            |            | 0/20    | –  |
| Lazio                 | 2023 | 24 983     | 1.6        | 1/51    | ▲1 |
| Abruzzo               | 2019 | 17 308     | 2.9        | 1/31    | ▲1 |
| Molise                | 2023 | 5 005      | 3.5        | 0/21    | ▼1 |
| Kampánie              | 2020 | 45 326     | 1.9        | 1/51    | ▼1 |
| Apulie                | 2020 | 31 736     | 1.9        | 0/51    | ▼3 |
| Basilicata            | 2019 |            |            | 0/21    | ▼1 |
| Kalábrie              | 2021 | 34 923     | 4.6        | 1/30    | ▼1 |
| Sicílie               | 2022 | V rámci DC | V rámci DC | 2/70    | ▼4 |
| Sardinie              | 2019 | 26 948     | 3.8        | 3/60    | ▼3 |